# Pascale Marthine Tayou
Pascale Marthine Tayou (Yaoundé, 1967) è un artista camerunese.

## Biografia

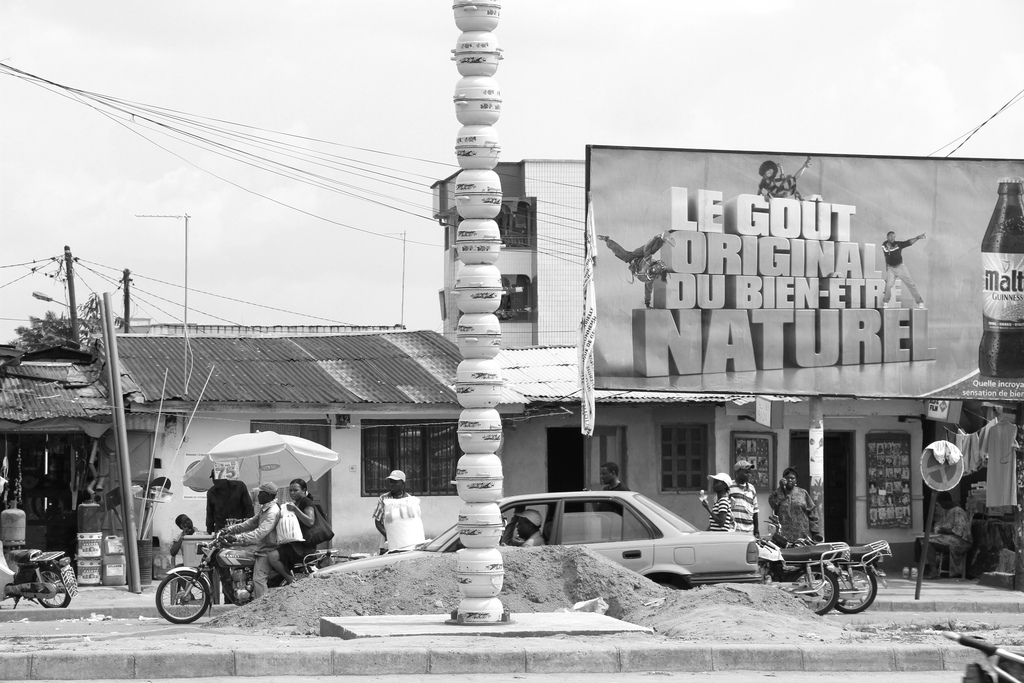
Pascale Marthine Tayou, Colonne Pascale, SUD-Salon Urbain de Douala, Douala, 2010. Foto Roberto Paci Dalò

La carriera artistica di Pascale Marthine Tayou comincia intorno al 1994 in Camerun. Oltre ad essere presentato nei centri culturali di Yaoundé e Douala, il suo lavoro viene sostenuto dall'associazione e centro d'arte camerunese Doual'art che già dal 1994 lo espone all'interno di mostre collettive e gli dedica una personale nel 1997; nel 2007 l'artista partecipa inoltre con una performance a SUD-Salon Urbain de Douala promosso dalla stessa Doual'art.
Anche la rivista parigina Revue Noire contribuisce alla carriera dell'artista sostenendo il suo lavoro.
L'opera di Pascale Marthine Tayou è apprezzata e sostenuta da numerosi curatori. Tra questi Okwui Enwezor lo presenta all'interno della seconda Biennale di Johannesburg del 1997, a Documenta nel 2002 e nelle mostre Mirror's Edge (1999-2001) e The Short Century (2000-2001).
Il curatore Simon Njami invita Pascale Marthine Tayou all'interno della grande mostra Africa Remix organizzata al Museum Kunst Palast di Düsseldorf, alla Hayward Gallery di Londra, al Centre Pompodou di Parigi, al Mori Museum di Tokyo e alla Galleria Nazionale di Johannesburg (2004-2006).
Nel 1995 la sua opera è esposta all'interno della prima Biennale di Kwangju diretta da Yongwoo Lee e la sua partecipazione a biennali d'arte internazionali non farà che intensificarsi con il tempo. Nel 1996 la Biennale di Dakar lo invita all'interno delle esposizioni individuali e l'anno successivo espone anche alla seconda edizione della Biennale di Kwangju. È invitato alla Biennale di Venezia nel 2005 e 2009, alla Biennale di Sydney nel 1998, alla Biennale de l'Avana nel 1997 e 2006, alla Biennale di Liverpool nel 1999, alla Biennale di Taipei nel 2000, alla Biennale di San Paolo nel 2002, ai Incontri africani della fotografia di Bamako nel 2005, alla Biennale di Lione nel 2000 e 2005, alla Biennale di Istanbul nel 2003, alla Biennale di Berlino nel 2001, a Documenta di Kassel nel 2002. Partecipa inoltre alla Biennale di Santa Fe nel 1997, alla Triennale di Kleinsplastick di Stoccarda nel 1998, alla Biennale di scultura di Münster del 2003 e alla Triennale di Hasselt nel 2005.
Nel 2001 partecipa alla sesta edizione dell'evento Arte all'Arte organizzato dall'Associazione Arte Continua e dal lì comincerà a lavorare con la Galleria Continua
Nel 2018 diventa il quarto "sponsor artistico" dell'A.S. Velasca, società artistico-sportiva fondata dall'artista Wolfgang Natlacen.

## Opere
Plastic City è un'opera del 2010 realizzata alla Malmö Konsthall in Svezia.
Per la Biennale di Venezia del 2009 dal titolo Fare Mondi/Making Worlds, Pascale Marthine Tayou ha realizzato l'opera Human Being.

## Critica
Pascale Marthine Tayou è uno degli artisti africani più noti al mondo. Ha partecipato a numerosissime esposizioni internazionali e biennali d'arte e la sua opera è sostenuta da importanti gallerie, tra le quali Galleria Continua con sede a San Gimignano e Pechino.

## Elenco delle mostre e delle opere

### Esposizioni personali
- LOoObHy n.50, GoetheOnMain, JohannesburFUCK IN TALKING ABOUTg, 2010.[29]
- Matiti Elobi, Chateau de Blandy Les Tours, Blandy Les Tours, 2008.
- Kiosk, Louis pasteurlaan 2 +, Godshuizenlaan, Gent, 2008.
- Jungle Fever, Galleria Continua, San Gimignano, 2008.
- Plastik Diagnostik, Milton Keynes Gallery, Central Milton Keynes, 2007.
- Plastic Bags, MK Dons Football Stadium, Central Milton Keynes, 2007.
- Zigzag Zipzak!, Galleria Continua Beijing, Pechino, 2007.
- Plastic Bags, Kunstalle Wien, spazio pubblico Karlsplatz, Vienna, 2006.
- Rendez-vous, Martha Herford, Herford, 2005.
- Young Collector, Galleria Continua, San Gimignano, 2004.
- Rendez-vous, S.M.A.K., Gent, 2004.
- Le menu familial, Espace Doual'Art, Douala, 2004.
- Omnes viae Romam ducunt, MACRO - Museo d'Arte Contemporanea, Roma, 2004.
- Transferts, Palais des Beaux Arts, Bruxelles, 2003.
- Game of Power, Galeria Alain Le Gaillard, Parigi, 2002.
- Erection, Portikus, Francoforte, 2002.
- Qui perd gagne, Palais de Tokyo, Parigi, 2002.
- Le menu familial, Kunsthalle Bern, Bern, 2002.
- Ici Maintenant, Tour & Taxi, Bruxelles, 2001.
- Kunst & Zwalm 2001, Zottegen, 2001.
- Somewhere, Galerie der Heinrich-Böll-Stiftung, Berlino, 2000.
- Damasquine Aeoroplastics, Bruxelles, 2000.
- Trafique, Stedelijk Museum voor actuele Kunst, Gent, 1999.
- Crazy Nomad, Lombard Freid Gallery, New York, 1999[30]
- Looobhy, performance, Doual'Art, Douala, 1997.
- Le Déballage, Goethe Institut, Yaoundé, 1997.
- Le Tronçonnage, Performance, Parigi, 1997.
- Détripations, Centro Culturale Francese, Yaoundé, 1996.
- Transgressions Majeures, Goethe Institut, Berlino, 1996.
- Art of our Time, Museo D'arte di Setegaya, Tokyo, 1995.
- Looobhy, performance, Goethe Institut, Yaoundé, 1995.
- Transgressions, Centro Culturale Francese, Yaoundé, 1994.
- Jazz sous les manguiers, Yaoundé, 1994.
- Atelier la Rencontre, Goethe Institut, Yaoundé, 1994.

### Esposizioni collettive
- Un certain état du monde: Sélection de la collection de la Fondation François Pinault, The Garage Center for Contemporary Culture, Mosca, 2009.
- Solo al buio, Ai Mercati di Traiano, a cura di Andrea Viliani e Cecilia Canziani, Roma, 2009.
- Altermodern: Tate Triennial 2009, Tate Britain, Millbank, Londra, 2009.
- Strike a Pose, Stephen Friedman Gallery, Londra, 2008.
- Sphères, Galleria Continua / Le Moulin, Boissy-le-Chatel, 2008.
- Prospect .1, New Orleans for creative arts, New Orleans, 2008.
- NEON, Nomas Foundation, a cura di Achille Bonito Oliva, Roma, 2008.
- Can art do more?, Art Focus Jerusalem 2008, a cura di Ami Barak and Bernard Blistène, the Talpiot Beit Benit Congress Centre, Gerusalemme, 2008.
- Global Moltitude, Rotonde 1, Luxembourg Ville, Lussemburgo, 2007.
- World Factory, SFAI - San Francisco Art Institute, San Francisco, 2007.
- L'emprise du lieu. Experience Pommery # 4,  Domaine Pommery, Reims, 2007.
- Commitment, progetto di bkSM (beeldende kunst Strombee/Mechelen), diversi musei, Belgio, 2006.
- Testigos witnesses, Fundación NMAC, Cádiz, 2006.
- La Force de l'Art, Grand Palais, Parigi, 2006.
- Human Game, Stazione Leopolda per Pitty Immagine, Firenze, 2006.
- Manmano, Galleria Continua, Pechino, 2005.
- Museum of World Culture, Gothenborg, 2005.
- African Art Now, Museum of Fine Arts, Houston, 2005.
- Universal Experience, Museum of Contemporary Art, Chicago, 2005.
- Interessi Zero!, Galleria Civica di Trento, Trento, 2005.
- Africa Screams, Kunstuerein Aalen, Aalen, 2005.
- Grimaldi Forum, Monaco, 2005.
- Delicious, Sint-Truiden, 2005.
- Spread in Prato 2004, Prato, 2004.
- Place m'as tu vu, Knokke con Gallery Beaulieu, 2004.
- Museum of World Culture Gothenberg, 2004.
- Les Afriques, Lille 2004, Lille, 2004.
- Instructions, Kunsthalle, Vienna, 2004.
- Once Upon a Time, MuHKA, Antwerpen, 2004.
- Working Ethics, Krinzinger Projekte Vienna, 2004.
- Africa Screams, Iwalewa-Haus, Bayreuth, 2004.
- Camuflaje, Fundacion Celarg, Caracas, 2004.
- Next Flag, B.P.S 22, Charleroi, 2003.
- Le colloque des Chiens, Centro Wallonie Bruxelles, Parigi, 2003.
- Happiness, Mori Art Museum, Tokyo, 2003.
- Pressing, Objectif, Antwerp, 2002.
- Tutto Normale, Villa Medici, Roma, 2002.
- Afrodiziak etc... Tutto normale, Villa Massimo, Roma, 2002.
- Sonic City, Arc en Rêve, Centro d'architettura, Bordeaux (Francia); Galerie TN Probe, Tokyo; Charleroi Bruxelles; Goethe Institut, Salvador de Bahia; Ambasciata del Camerun, New York, 2002.
- Institute of Visual Art, Milwaukee, 2001.
- Musée d'art Moderne de la ville de Parigi, 2001.
- Büro Friedrich, Berlin, 2000.
- Musée d'art Moderne de La ville de Paris, Parigi, 2000.
- New South Wales Gallery, Sydney, 2000.
- Show curato da Tayou con quattro artisti: Moshekwa Langa/Zwlethu Mthetwa/ Aimé Ntakica/Joël Andrianomerisoa, Centro Atlantico CAAM, Las Palmas, 2000.
- Nagaoya City Art Museum (Giappone), 2000.
- Hokkaido Museum of Modern Art, 2000.
- Hiroshima City Museum of Contemporary Art, 2000.
- Vancouver Art Gallery, 2000.
- New French Art, Setagaya Art Museum, Tokyo, 2000.
- Zeitwenden, Museum moderner Kunst, Stiftung Ludwig Wien, 2000.
- South Meets West, Kunsthalle Bern, Bern, 2000.
- Setagaya Museum, Tokyo, 1999.
- Hokkaido Museum of Modern Art, Hokkaido, 1999.
- Hiroshima City Museum of Contemporary Art, Hiroshima, 1999.
- Nagoya City of Art, Nagoya, 1999.
- South meets West, Accra, Ghana Hiroshima City Museum of Contemporary Art, Hiroshima, 1999.
- Galleria Bernard Dulon, Parigi, 1998.
- Tobu Museum of Art, Tokyo, 1998.
- Galleria Lucien Durand, Galeria Bernard Dulon, Parigi, 1998.
- La Laiterie, Strasburgo, 1998.
- Gare de l'Est, Casino Luxembourg, 1998.
- The Bridge, Melbourne, 1998.
- L'art dans le Monde, Passage de Retz, Parigi, 1998.
- Cet été-là, CRAC-Sète, 1998.
- Bridgind the Gap, Ginevra, 1998.
- Personal Touch, Presence and Absence, Art in General, New York, 1998.
- Art' Sénik, Isola della Réunion, 1998.
- De Rode Poort, Museum van Hedendaagse Kunst, Gent, 1997.
- Bonnefantenmuseum, Maastricht, 1997.
- Université de Pau, 1997.
- Neue Kunst aus Afrika, Völkerkundemuseum Zürich, 1997.
- Suites Africaines, Couvent des cordeliers, Parigi, 1997.
- La vigne en Fumée ou la Chambre Noire, Castello di Tanlay, 1997.
- Galerie du jour, Agnés B, Parigi, 1996.
- Setegaya Art Museum, Tokyo, 1996.
- Tokyshima Modern Art Museum, Tokyo, 1996.
- Himeji City of Art, 1996.
- Horiyama City of Art, 1996.
- Marigame Inokuma-Genichiro Museum of Contemporary Art, 1996.
- Museum of Fine Art, Gifu, 1996.
- Campo 6, Fondazione Sandretto Re Rebaudengo per l'Arte, Galleria civica d'Arte Moderna e Contemporanea, Torino, 1996.
- Neue Kunst aus Afrika, Haus der Kulturen der Welt, Berlino, 1996.
- Art of our Time, Museo D'arte di Setegaya, Tokyo, 1995.
- Festival delle Arti e della Cultura, Douala, 1994.

### Film
- La Tête dans le nuages, Jean Marie Téno, Parigi, 1994.
- 9 Créations de Pascale Marthine Tayou, Nicolas Cournut, Yaoundé, 1995.
- Les Artistes et la Sida, RN Production, Parigi, 1996.
- Le suites africaines, "Revue Noire", Parigi, 1997.
- La Porte Rouge, RTBF, Gent, 1997.
- Lumière Noire, Nicolas Cornut, Parigi, 1997.
- LooobhyScritto diretto da Pascale Marthine Tayou, con Jean Loup Pivin e Simon Njami, 40', RN Productio-Arte-Berlin, Parigi, 1998.
- Snapshotafrica, 2005